# Лиса Къди
Лиса Къди, Доктор по медицина, (на английски: Lisa Cuddy, M.D.) е персонаж от медицинската драма „Хаус“ . Ролята се изпълнява от Лиса Едълстийн. Къди е декан на медицинския факултет и болничен администратор във фиктивната Университетска болница Принстън-Плейнсбъро в Ню Джърси. Тя също така е любовен обект на Хаус през годините и започва връзка с него през седми сезон. Къди напуска своята работа след събитията от финала на седми сезон. В българския дублаж Къди се озвучава от Йорданка Илова.
Лиза Къди е избрана чрез анкета за най-яката жена доктор в телевизията.